# 委内瑞拉共产主义青年
委内瑞拉共产主义青年（西班牙語：Juventud Comunista de Venezuela，缩写为JCV）是委内瑞拉共产党的青年翼。该组织成立于1947年9月16日。该组织以马克思列宁主义为指导思想。该组织的总书记是Héctor Rodríguez Montaño。该组织是世界民主青年联盟的成员。